# Hyllisia suturalis
Hyllisia suturalis är en skalbaggsart som beskrevs av Aurivillius 1920. Hyllisia suturalis ingår i släktet Hyllisia och familjen långhorningar.
Artens utbredningsområde är:
- Moçambique.
- Zimbabwe.

Inga underarter finns listade i Catalogue of Life.